# Гусборн
Гусборн (њем. Gusborn) општина је у њемачкој савезној држави Доња Саксонија. Једно је од 27 општинских средишта округа Лихов-Даненберг. Према процјени из 2010. у општини је живјело 1.309 становника. Посједује регионалну шифру (AGS) 3354008.

## Географски и демографски подаци
Гусборн се налази у савезној држави Доња Саксонија у округу Лихов-Даненберг. Општина се налази на надморској висини од 17 метара. Површина општине износи 48,3 km². У самом мјесту је, према процјени из 2010. године, живјело 1.309 становника. Просјечна густина становништва износи 27 становника/km².